# Daniel Fjellström
Daniel Jonas Fjellström, född 20 juli 1983 i Gällivare, är en svensk tonsättare och cellist.

## Biografi
Daniel Fjellström tillbringade sin tidiga barndom i Zimbabwe som son till missionerande prästen Sven-Erik Fjellström och läkaren Astrid Fjellström, innan de i det tidiga 1990-talet flyttade till  Härnösand. Efter naturvetenskapliga programmet vid Härnösands gymnasium 1999–2002 fördjupade han sina studier i musik och cellospel vid Kapellsbergs musikskola, Härnösands folkhögskola 2002–2003. Därefter flyttade han till Malmö för musikstudier med cello vid Musikhögskolan i Malmö 2003–2006 för bland andra Hege Waldeland, följt av kompositionsstudier vid samma skola 2007–2011 för bland andra Rolf Martinsson, Luca Francesconi och Hans Gefors. Dessa kompletterades med kompositionsstudier vid Royal College of Music i London 2010 för Alison Kay.
2012 vann Fjellström Uppsala tonsättartävling med verket Quiet Arcs / Pulsating Surfaces för orkester, med juryns motivering: I vibrerande bågar bygger tonsättaren en musik med skönhet, kärvhet och framförallt stor klangfullhet. Verket uruppfördes av Uppsala Kammarorkester den 10 maj 2012 i Uppsala Konsert & Kongress och har därefter framförts av flera svenska och utländska orkestrar. Hans musik har framförts av bland andra Göteborgs Symfoniker, Malmö Symfoniorkester, Eric Ericsons Kammarkör, BBC Singers, Dalasinfoniettan, Jönköpings sinfonietta och Wermland Operas orkester.
Han debuterade hösten 2013 som operatonsättare med Tusen och en natt på Malmö Operas stora scen med libretto av Vanja Hamidi Isacson med en myllrande ensemble och musik som blandar västerländska och orientaliska musikklanger. Verket blev en stor framgång och fick nypremiär i december 2015 samt sändes i Sveriges Radio P2 2014. Hans andra opera, Det går an med libretto av Maria Sundqvist efter Carl Jonas Love Almqvists roman med samma titel får sin urpremiär på Läckö slott i samverkan med Operaverkstan i Malmö sommaren 2016.
Bland musik för scenen finns Smålands Musik och Teaters uppsättning av Dickens En julsaga i Jönköping (2011) och de flerspråkiga föreställningarna Parizad (2014) och Drömmarnas väg (2015) med Teater JaLaDa / Operaverkstan i Malmö. Han har även skrivit filmmusik till flera dokumentär- och kortfilmer, däribland Vi kallar dem diamanter av Ebba Holmquist med premiär på Göteborgs filmfestival 2011, samt till långfilmen Tyskungen (2013).

## Priser och utmärkelser
- 2008 – Helge Ax:son Johnsons Stiftelses stipendium
- 2010 – Anders Sandrews stiftelses stipendium
- 2010 – Crafoordska stiftelsens stipendium
- 2011 – Kungliga Musikaliska Akademiens stipendium
- 2012 – 1:a pris i Uppsala Tonsättartävling med Quiet Arcs / Pulsating Surfaces
- 2012 – Rosenborg-Gehrmans studiestipendium
- 2014 – Malmö stads kulturstipendium
- 2015 – Sten Bromans tonsättarstipendium[4]